# مدرسه روزنامه‌نگاری میزوری

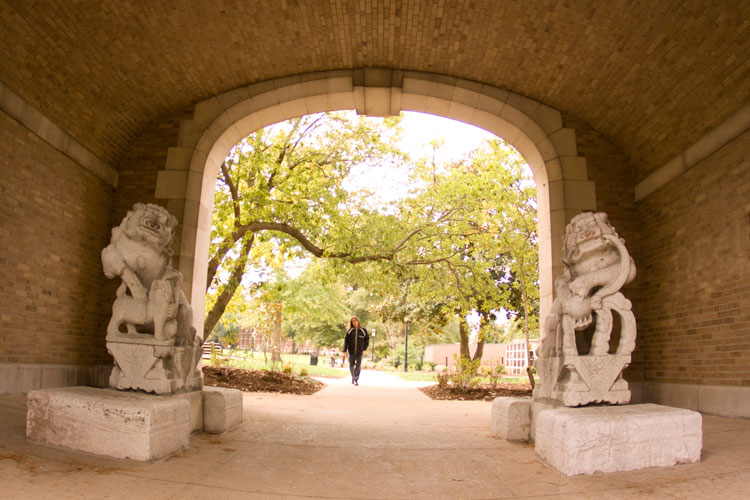
دو شیر سنگی، هدیه‌ای که توسط دولت چین در سال ۱۹۳۱ به مدرسه داده شد، قوس بین سالن‌های نئف و والتر ویلیامز را جلب می‌کند.

 دانشکده روزنامه‌نگاری میزوری در دانشگاه میزوری در کلمبیا، ایالات متحده آمریکا یک مدرسه روزنامه‌نگاری و یکی از قدیمی‌ترین مدارس رسمی روزنامه‌نگاری در جهان است. این مدرسه آموزش‌های علمی را در کلیه زمینه‌های روزنامه‌نگاری و ارتباطات استراتژیک برای دانشجویان مقطع کارشناسی و کارشناسی ارشد در چندین رسانه از جمله پخش تلویزیونی و رادیویی، روزنامه‌ها، مجلات، عکاسی و رسانه‌های جدید ارائه می‌دهد. این مدرسه همچنین از یک برنامه درسی قوی برای گسترش تبلیغات و روابط عمومی پشتیبانی می‌کند.